# Équipe cycliste Successfulliving.com-Parkpre
L'équipe cycliste Successfulliving.com-Parkpre est une équipe cycliste américaine, active de 2004 à 2008. Durant son existence, elle court avec une licence d'équipe continentale. Elle participe aux circuits continentaux de cyclisme et en particulier l'UCI America Tour. L'équipe fusionne en 2009 avec l'équipe australienne V Australia-Virgin Blue.

## Principales victoires
- Tour of the Gila : Burke Swindlehurst (2005)
- Sea Otter Classic : Daniel Ramsey (2007) et Michael Grabinger (2008)

## Classements UCI
En 1999 le classement UCI par équipes est divisé entre GSI, GSII et GSIII. L'équipe est classée en GSIII à sa création en 2004. Les classements détaillés ci-dessous sont ceux de l'équipe en fin de saison. Les coureurs demeurent en revanche dans un classement unique.
| Saison | Classement par équipes | Meilleur coureur au classement individuel |
| ------ | ---------------------- | ----------------------------------------- |
| 2004   | 74e (GSIII)            | Jacob Erker (1496e)                       |

À partir de 2005, l'équipe participe aux circuits continentaux et principalement à des épreuves de l'UCI America Tour. Le tableau ci-dessous présente les classements de l'équipe sur les différents circuits, ainsi que son meilleur coureur au classement individuel.
UCI America Tour
| Saison | Classement par équipes | Meilleur coureur au classement individuel |
| ------ | ---------------------- | ----------------------------------------- |
| 2007   | 32e                    | Ricardo Escuela (226e)                    |
| 2008   | 27e                    | Alessandro Bazzana (189e)                 |

UCI Asia Tour
| Saison | Classement par équipes | Meilleur coureur au classement individuel |
| ------ | ---------------------- | ----------------------------------------- |
| 2008   | 59e                    | Bradley White (316e)                      |

UCI Oceania Tour
| Saison | Classement par équipes | Meilleur coureur au classement individuel |
| ------ | ---------------------- | ----------------------------------------- |
| 2006   | 1re                    | Gordon McCauley (1er)                     |

## Saison 2008

### Effectif
| Nom                  | Date de Naissance | Nationalité | Équipe 2007                                |
| -------------------- | ----------------- | ----------- | ------------------------------------------ |
| Alessandro Bazzana   | 16.07.1984        | Italie      |                                            |
| Eric Bennett         | 19.11.1986        | États-Unis  | Néo-pro                                    |
| Nieko Biskner        | 10.03.1983        | États-Unis  |                                            |
| Chuck Coyle          | 16.09.1972        | États-Unis  |                                            |
| Charles Dionne       | 15.03.1979        | Canada      | Colavita-Sutter Home-Cooking Light         |
| Ricardo Escuela      | 23.05.1983        | Argentine   |                                            |
| Michael Grabinger    | 08.05.1977        | États-Unis  |                                            |
| Curtis Gunn          | 31.08.1971        | États-Unis  |                                            |
| Brian Jensen         | 13.04.1976        | États-Unis  | Ex-pro (Jelly Belly 2006)                  |
| Alexi Martinez       | 30.05.1986        | États-Unis  |                                            |
| Cody O'Rielly        | 24.01.1988        | États-Unis  | Kodakgallery.com-Sierra Nevada Brewing Co. |
| Christian Valenzuela | 20.10.1978        | Mexique     |                                            |
| Bradley White        | 15.01.1982        | États-Unis  | Discovery Channel-Marco Polo               |